# La Chair et le Sang (roman)
Cet article concerne le roman de François Mauriac. Pour le film de Paul Verhoeven, voir La Chair et le Sang (film).
La Chair et le Sang est un roman de François Mauriac publié en octobre 1920 aux éditions Émile-Paul Frères.

## Genèse du roman
François Mauriac commence l'écriture de la Chair et le Sang en 1914 mais il est interrompu par la survenue de la Première Guerre mondiale lors de laquelle il s'engage comme ambulancier. Il reprend son roman en 1918 et l'achève en 1919 après avoir publié dans l'intervalle une première version d'un autre roman, Préséances, dans la revue Les Écrits nouveaux. Ce roman est inspiré par le suicide en 1909 de Charles Demange, neveu de Maurice Barrès qui fut l'un des maîtres littéraires de jeunesse de Mauriac, mais aussi par ses propres questionnements personnels et « tourments amoureux ».
Édité précédemment par Bernard Grasset, François Mauriac tente d'imposer à celui-ci des conditions qui lui sont financièrement plus avantageuses pour la publication de La Chair et le Sang, ce que ce dernier refuse. Mauriac est alors introduit par l'entremise de Jean Giraudoux auprès d'Émile Paul qui accepte d'éditer l'œuvre en décembre 1919 mais qui ne la fera paraître qu'un an plus tard, au grand drame de Mauriac qui se lamente et déclare alors « que j'aurais eu besoin pourtant de ce liège pour me soutenir sur la vie ! ». Dans l'intervalle, il le fait paraître dans Les Écrits nouveaux d'août à décembre 1919 sous forme de feuilletons. La publication intégrale de l'œuvre, agrémentée de quelques modifications mineures, est réalisée finalement par les éditeurs Émile-Paul Frères en octobre 1920.
Le roman est dédié à François Le Grix, directeur de La Revue hebdomadaire, qui avait publié en 1911 Le Cousin de Paris, la première nouvelle de Mauriac.

## Résumé
Claude Favereau décide à 20 ans, après l'expérience de sa conscription, d'abandonner le séminaire de Toulenne alors qu'il voulait devenir prêtre. Il retourne dans sa maison familiale de Lur dans les Landes où son père est régisseur d'un domaine viticole récemment acquis par la famille Dupont-Gunther. Instruit, Claude s'était déjà occupé de la bibliothèque du temps du précédent propriétaire et compte bien, tout en aidant son père aux labeurs matériels, retrouver cette même fonction auprès des nouveaux maîtres des lieux. Les enfants Dupont-Gunther, May et Edward, font la rencontre de Claude avec lequel, rapidement, ils se lient de complicité intellectuelle et spirituelle en raison de leur proximité d'âge et de l'attrait que représente, pour ces deux bourgeois protestants, l'exotisme d'un petit paysan catholique érudit et passé par le séminaire. Discussions et parties champêtres occupent le trio durant les longues journées chaudes d'été du Médoc. May, pianiste accomplie et jeune femme mue par les passions de son âge, est attirée malgré elle par le jeune homme, tout comme d'ailleurs son frère ainé qui ressent également une trouble communion. Un soir d'été Claude offre à Edward de porter tous ses péchés et ses souffrances. Claude, animé par les mystères de la chair et du sang qu'il ne peut bien distinguer et définir, tombe progressivement amoureux de May et s'offre naïvement à son jeu de séduction qui la pousse à offrir un baiser au « paysan ». Regrettant son geste et enjointe par son père et sa duègne, Mme Gonzalez, à contracter mariage, elle décide d'épouser Marcel Castagnède, bourgeois catholique de Bordeaux, pour lequel elle doit se convertir.
Mme Gonzalez quant à elle pousse sa fille Edith dans les bras du père Dupont-Gunther. Celle-ci, très ambitieuse mais non insensible au charme d'Edward, lui préfère à l'évidence le jeune héritier. Les Gonzalez sont renvoyés de la maison de Lur et Edith part s'installer à Paris avec Edward, qui, par son entregent, lui ouvre les portes des salons intellectuels et artistiques de la capitale. Edith peut dès lors réaliser son ascension sociale dans le milieu bourgeois et littéraire sans rapidement s'encombrer de la présence d'Edward qui vite la lasse. De son côté Claude est mortifié par l'organisation du mariage de May et tente de se convaincre qu'après la nuit de noces, la bassesse de la chair aura tôt fait de la tourmenter. Le visage radieux de la jeune femme démontre le contraire. Edward, quant à lui, erre dans un questionnement métaphysique sur son être, ses envies, et son travail, s'abandonnant à l'ivresse des nuits parisiennes et souffrant d'être délaissé et méprisé par Edith. Hanté depuis longtemps par l'idée du suicide, il prend un matin un billet de train pour Châlons-sur-Marne et décide dans un ultime appel au secours d'envoyer une lettre à Edith et à Claude, leur demandant de venir toutes affaires cessantes avant qu'il ne mettre fin à ses jours. Cet ultimatum est vécu par l'ancien séminariste comme une mission à accomplir malgré les obstacles matériels qui s'accumulent. Il arrivera malheureusement quelques heures trop tard et ne peut qu'assister à l'agonie d'Edward. Edith quant à elle, après avoir retardé au maximum son départ pour de basses raisons mondaines, ne découvre que le lendemain le cadavre de son ancien amant et devant la répulsion éprouvée s'enfuit immédiatement, laissant, tout comme l'ensemble de la famille Dupont-Gunther, la gestion des charges funéraires à Claude.

## Réception critique
À la publication du roman, les critiques sont globalement bienveillantes mais prudentes, qualifiant l'auteur de « prometteur ». C'est paradoxalement Edmond Jaloux, l'ami de François Mauriac, qui est le plus dur jugeant que « le roman est loin d'être réussi, et ne pouvait pas l'être » considérant que l'auteur « est encore trop jeune pour concevoir et exécuter pleinement un sujet aussi vaste » mais reconnaissant « l'intention » et la présence de « situations psychologiques » mettant en action toute l'imagination. Les commentaires les plus enthousiastes viennent de Max Jacob qui souligne « l'intelligence chimique et analytique » de l'auteur.

## Éditions
- Éditions Émile-Paul Frères, 1920[7]
- Éditions Flammarion, 1928